# Sa Creu Vermella
Sa Creu Vermella és un nucli de població del terme de Palma que limita al nord amb el terme de Marratxí, al sud amb la carretera de Palma-Manacor, a l'est amb els camins de Son Ametler i de Cal Correu, i a l'oest amb el torrent Gros. Té una extensió de 157.5 hectàrees. Sa Creu Vermella començà sent un raval disseminat, format per horts i per les primeres cases agrupades al voltant d'un nucli primitiu. De la composició de sa Creu Vermella hi destaquen les possessions de Son Roca, Son Lleganya, Son Lliteres, Son Llinàs, Son Pruners, Son Garau, Can Gomila, Can Burell i Can Furió. El nom de Sa Creu Vermella sorgí de la mort d'un vinyòvol a les vinyes de Son Prunés, a la cantonada del creuer format per la carretera vella de Sineu, que va al Pla de na Tesa, i l'actual avinguda del Cid. Per aquest motiu s'hi construí una creu de marès, que fou pintada de vermell. Els anys cinquanta, la creu original desaparegué a conseqüència d'una remodelació de la cantonada.